# Basse chiffrée
Pour les articles homonymes, voir Basse.
Une basse chiffrée est  une notation musicale constituée d'une partie de basse (basse continue, notes sur une partition) agrémentée de chiffres et d'altérations généralement placées sous la portée.
Ces indications suggèrent les intervalles à jouer, qui correspondent à certains accords ou leurs renversements.
Elle indique les intervalles, accords et notes étrangères qui doivent être joués, pour un morceau de musique qui peut être par ailleurs improvisé.
Ce système était principalement utilisé en musique baroque.

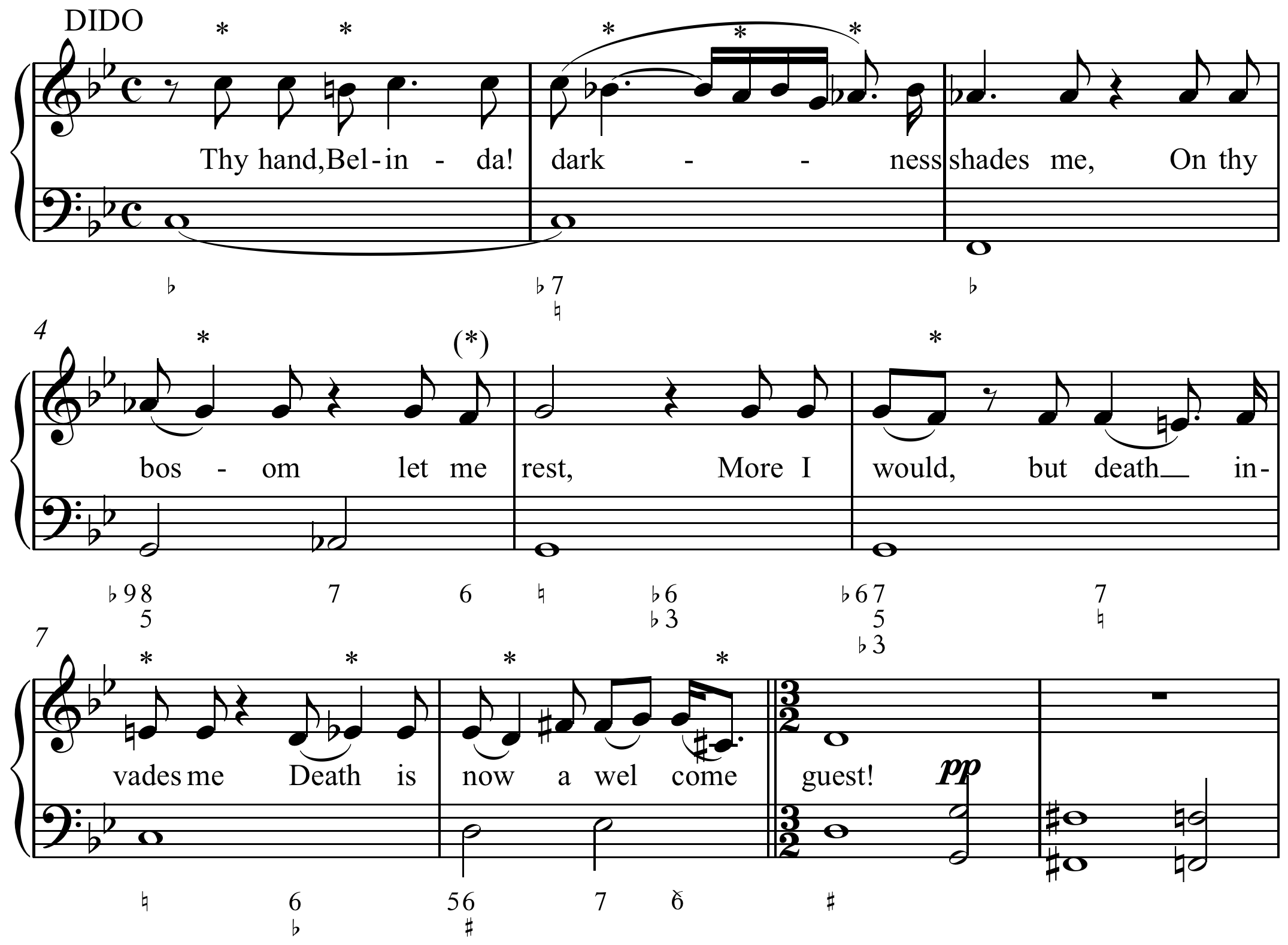
Récitatif «Thy Hand, Belinda» à la finale du Didon et Énée de Henry Purcell.

## Historique
La basse continue a été utilisée tout au long de la période baroque (de 1600 à 1750), principalement sous forme d'une basse chiffrée jouée par le groupe continuo des instruments harmoniques. Le terme « basse continue » provient de l'obligation où se trouvaient les accompagnateurs d'improviser l'accompagnement à partir d'une ligne de basse ininterrompue, même si la voix de basse se taisait. À la fin du XVIe siècle, les organistes ont constitué ainsi des lignes de basse ininterrompues, formées à chaque instant de la note la plus grave chantée par le chœur qu'ils accompagnaient. Le chiffrage de ces basses continues – les chiffres donnant quelques indications sur les accords à réaliser – a donné naissance à la basse chiffrée.
Les compositeurs baroques avaient chacun leur convention de chiffrage. Les chiffres pouvaient même être omis lorsque le compositeur pensait que l'accord à utiliser était évident. C'était en particulier le cas lorsque la réalisation de la basse continue suivait la règle de l'octave.
Abandonné par les compositeurs dès le début du XIXe siècle, ce chiffrage des accords n'est plus utilisé depuis que comme procédé pédagogique dans les cours d'harmonie et d'analyse harmonique.
Les chiffrages d'accords tels qu'ils sont décrits ci-dessous sont le dernier état d'une évolution.
En réalité, à l'époque de la basse continue, ils pouvaient être différents : la septième de dominante ne s'écrivait pas 7/+ mais 7, on n'écrivait pas +6/3 mais 6 barré, etc.
L'exemple suivant permet d'apprécier la différence entre un chiffrage baroque de 1716 (Campion), noté au-dessus de la basse,
et son équivalent moderne, donné sous la basse :
Pour Campion, par exemple, les dièses et bémols du chiffrage indiquent des intervalles majeurs ou mineurs, non des altérations. En particulier, le dièse en début de morceau indique simplement une écriture en do majeur.

## Construction du chiffrage

### Chiffrage des notes
On se sert de chiffres arabes pour indiquer la hauteur d'une note « par rapport à la basse » (la note la plus grave), et non pas par rapport à la fondamentale de l'accord (qui donne son nom à l'accord).
Chaque chiffre décrit un intervalle, dans la gamme correspondant à la tonalité courante. Sans autre précision, suivant le contexte, les tierces (secondes, sixtes,...) peuvent donc être majeures ou mineures, en fonction de ce que demande la tonalité.
Si nécessaire, les altérations usuelles permettent de spécifier les intervalles altérés, en fonction de l'armure courante : bémol (♭) ou bécarre (♮) pour une note abaissée d'un demi-ton, bécarre (♮) ou dièse (♯) pour une note haussée d'un demi-ton. 
| Chiffre | Intervalle                    |
| ------- | ----------------------------- |
| 1       | Unisson                       |
| 2       | Seconde (majeure ou mineure)  |
| 3       | Tierce (majeure ou mineure)   |
| 4       | Quarte                        |
| 5       | Quinte                        |
| 6       | Sixte (majeure ou mineure)    |
| 7       | Septième (majeure ou mineure) |
| 8       | Octave (le cas échéant)       |

La notation classique utilise également les préfixes plus (+) et moins (-) : le plus force un intervalle majeur (seconde, tierce...) ou augmenté (quarte, quinte), le moins force inversement un intervalle mineur ou diminué. La notation baroque utilisait également les chiffres barrés d'un côté ou de l'autre pour ces mêmes significations, / symbolisant la note abaissée et \ la note haussée. Il en est resté la notation par exemple du « six-cinq-barré », et l'habitude de ne pas barrer la hampe du chiffre 7 pour ne pas prêter à confusion.
Si une altération doit être maintenue d'un chiffrement à l'autre, elle doit être répétée dans chaque chiffrement (contrairement à la convention de la notation classique, qui la maintient jusqu'à la fin de la mesure). Si elle disparaît donc d'un chiffrement, c'est que l'altération n'a pas été maintenue.
Les quartes et quintes sont généralement justes, mais ce n'est pas nécessairement le cas. Ainsi, si l'on est en Do majeur, la note située à la quarte d'un Fa est le Si, et c'est dans ce cas une quarte augmentée (triton). Réciproquement, la note située une quinte au-dessus du Si est le Fa, et c'est alors une quinte diminuée.

### Accords en basse chiffrée

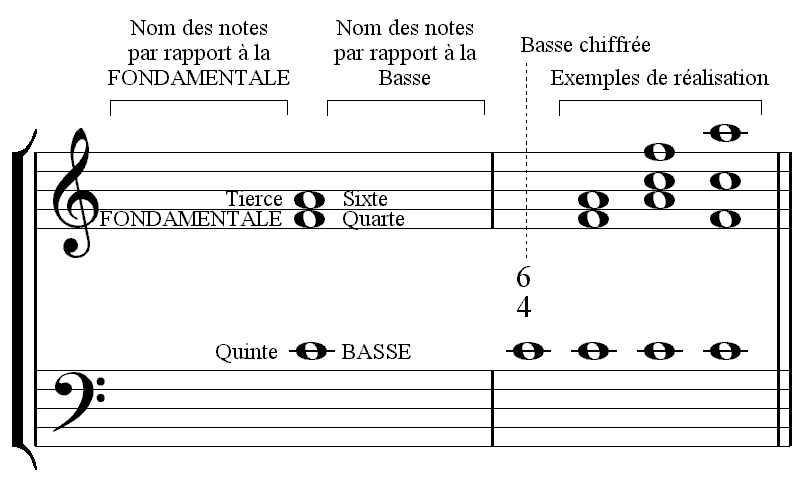
Chiffrage depuis la basse

Un accord est représenté par une superposition de chiffres.
La basse étant donnée, on peut noter (en chiffre arabe) chaque note de l'accord à réaliser par  l'intervalle qu'il réalise avec la basse de l'accord : 2 pour une seconde, 3 pour une tierce, 6 pour une sixte, etc.
Cet intervalle peut être éventuellement redoublé, ou placé à l'octave (exemple A ci-dessous).
Ainsi, dans un ton de Do majeur, un accord de ré mineur serait théoriquement noté (ii-1/3/5), c'est-à-dire à partir du second degré (Ré) jouer l'unisson (Ré) avec la tierce supérieure (Fa) et la quinte (La).
Les intervalles ainsi notés sont implicitement majeurs ou mineurs, augmentés ou diminués, en fonction de ce que dit la gamme utilisée.
L'armure permet de déterminer le qualificatif de l'intervalle en question — majeur, mineur, juste, etc. —, toutefois un intervalle diminué — quinte et septième, essentiellement — est généralement indiqué par un chiffre barré (exemple D).
La basse est ici un do ; les chiffres 4 et 6 indiquent qu'il faut jouer une quarte et une sixte au-dessus de cette note, donc un fa et un la. On jouera ici le deuxième renversement d'un accord de fa majeur.
Dans l'exemple ci-contre, le chiffrage de l'accord de trois sons do-fa-la (deuxième renversement de fa-la-do, dont la fondamentale est fa), est effectué au moyen de deux chiffres, un « 4 » et un « 6 », au-dessus du do de la basse.
Ici, le « 4 », signifie bien une « quarte » par rapport à la basse, et représente la fondamentale de l'accord — fa —, et le « 6 » indique une « sixte » par rapport à la basse, et représente la tierce de l'accord — la —.
On remarquera que la tierce « de l'accord » (ici, Fa) n'est pas nécessairement la tierce « de la basse » (qui serait ici un mi). 
Il est donc très prudent, lorsqu'on parle par exemple d'une « tierce », de préciser s'il s'agit de la tierce « de l'accord » — autrement dit, la tierce de la fondamentale — ou bien s'il s'agit de la tierce « de la basse », représentée par le chiffrage, ceci, afin d'éviter tout malentendu en cas d'accord renversé.

### Chiffrage abrégé

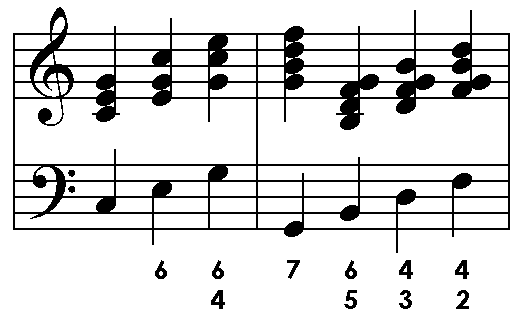
Basse chiffrée (clef de Fa) et réalisation (clef de Sol) dans un ton de Do majeur.

Le chiffrage baroque primitif tendait à noter beaucoup de notes, mais l'information correspondante est souvent redondante. Certains chiffres peuvent être sous-entendus.
C'est très souvent le cas de la tierce de la basse (exemple E), ou encore celui de la quinte de la basse lorsque celle-ci est juste. En conséquence, lorsqu'il n'y a aucun chiffre, c'est l'accord parfait — donc, fondamental, majeur ou mineur, selon le cas — qui est voulu (exemple F).
Dans la théorie harmonique sous-jacente, un accord est conçu comme une succession de tierces (ou éventuellement de quartes), les voix pouvant être déplacées d'une octave sans changer la nature de l'accord. L'accord naturel comprend trois notes, et est réalisé par défaut à partir de la note de basse, l'harmonie étant obtenue en augmentant cette basse par deux tierces successives dans la gamme de départ - la tierce et la quinte. Cette construction étant « par défaut », il est inutile d'en noter les chiffres : en Do majeur, une basse sur un La implique implicitement un accord La-Do-Mi, et la notation théorique 1/3/5 n'a pas besoin d'être explicitée.
La notation d'un chiffre devient nécessaire dans deux cas : quand un accord comprend plus de trois notes, et quand il n'est pas réalisé par une succession de tierces.
Ainsi, dans une gamme de Do majeur, le premier renversement d'un accord de Do part d'une basse de Mi, à laquelle s'ajoute un Sol (une tierce au-dessus) et un Do (une sixte au lieu d'une quinte attendue par défaut). Son chiffrage théorique est donc (1/3/6). Mais ce chiffrage complet donne beaucoup d'information inutile. Le 1 est tautologique, puisque le Mi est à la basse il est nécessairement joué ; et le 3 est implicite dans une harmonie conçue comme des successions de tierces. La seule information réelle est le 6, qui marque qu'il faut jouer la sixte de la basse et non la quinte attendue. Le chiffrage réel se limite donc à (6).
L'accord par défaut étant de trois notes, il faut de même indiquer les notes supplémentaires. Un accord de septième dans sa position fondamentale comprendra les degrés (1/3/5/7), et se notera simplement 7 puisque les trois premiers degrés sont implicitement présents, et implicitement sous forme de tierces successives. L'accord de septième, quand la basse est la tonique, est donc simplement noté 7.
Le premier renversement d'un accord de septième comprend les notes (1/3/5/6), où la notation des deux premiers chiffres n'apporte pas d'information. En revanche, il est nécessaire de noter aussi bien la quinte que la sixte, donc 6/5, pour distinguer cet accord de l'accord 6, premier renversement d'un accord à trois notes. Le deuxième renversement comprend les notes (1/3/4/6), et se note de même 4/3 (le complément à la sixte supérieure étant implicite). Le troisième renversement comprend les notes (1/2/4/6) et son chiffrement peut se limiter à 2, puisque les deux autres tierces doivent être implicitement complétées.

## Principaux chiffrages
Le chiffrage moderne de la basse peut se résumer ainsi :
| chiffre | accord     | Remarque |
| --- | ---------- | --- |
| Triades |            | |
| [rien] | 1 3 5      | Accord majeur ou mineur (triade), voire quinte diminuée (-5) sur le septième degré. S'il n'y a pas de symbole attaché à la note de basse, la tierce (3) et la quinte (5) sont toujours ajoutées, ce qui donne une triade en position de base.                              |
| ♭ | 1 -3 5     | Accord mineur. Les symboles d'altération tels que les dièses, les bémols et les bécarre placés seuls se réfèrent en principe à la tierce de la basse. |
| ♯ | 1 +3 5     | Accord majeur. |
| 5 | 1 3 5      | Triade. Un 5 explique la quinte (évidente) de la note de basse. Il est utilisé lorsque cette quinte est altérée ou maintenue. |
| 6 | 1 3 6      | Un 6 indique que la sixième est maintenant ajoutée à la tierce sous-entendue (3), à la place de la quinte (5), ce qui donne un accord de sixte. La théorie des accords considère cet accord de sixte comme la première inversion d'une triade, avec tierce à la basse.     |
| 6 4 | 1 4 6      | Triade avec quinte à la basse. L'accord (de passage, de cadence ou de broderie) est compris comme une double appogiature (résolue en 6→5, et 4→3). |
| Septième |            | |
| 7 | 1 3 5 7    | Accord de septième (quand l'accord est de septième dite « d'espèce », autre que de dominante ou diminuée). |
| 6 5 | 1 3 5 6    | Ajout d'une sixte à une triade. L'accord de quinte et sixte qui en résulte est considéré par la théorie des accords comme la première inversion d'un accord de septième, dans lequel le troisième ton est dans la basse.                                                   |
| 4 3 | 1 3 4 6    | Ajout d'une sixte à la tierce et la quarte. L'accord de quarte et tierce est considéré par la théorie des accords comme la deuxième inversion d'un accord de septième, dans lequel la quinte est à la basse.                                                               |
| 2 | 1 2 4 6    | Un 2 indique que les seconde, quarte et sixte doivent être jouées au-dessus de la basse. L'accord de seconde est considéré par la théorie des accords comme la troisième inversion d'un accord de septième, dans lequel la septième est à la basse.                        |
| Septième de dominante : Ces accords de quatre notes comprennent un triton.                                                                                           |            | |
| 7 + | 1 +3 5 7   | Ajout d'une quinte à la tierce majeure (marquée +) et la septième mineure. L'intervalle 3↔7 est un triton. Dans sa résolution, le 3 (sensible) va monter d'un demi-ton vers la (nouvelle) tonique, le 1 (nouvelle dominante) est invariant, et le 7 va baisser d'un degré. |
| 6 -5 | 1 -3 -5 -6 | Sixte (mineure) et quinte diminuée, avec tierce (mineure) sous-entendue. L'intervalle 1↔-5 est un triton. Dans sa résolution, le 1 (sensible) va monter d'un demi-ton, et le -5 baisser d'un degré.                                                                        |
| +6 | 1 -3 4 +6  | Sixte (majeure), avec quarte et tierce (mineure). L'intervalle -3↔+6 est un triton. Dans sa résolution, la tierce va baisser d'un degré, la sixte (sensible) va monter d'un demi-ton.                                                                                      |
| +4 | 1 +2 +4 +6 | Quarte augmentée avec seconde (majeure) et sixte (majeure). L'intervalle 1↔+4 est un triton. Dans la résolution, la basse va baisser d'un degré, la quarte va monter d'un demi-ton.                                                                                        |
| Septième diminuée : Ils comprennent deux tritons. Les quatre formes sont enharmoniques (même sonorité) mais leur écriture implique une résolution spécifique.        |            | |
| -7 | 1-3-5-7    | Septième diminuée, avec tierce mineure et quinte également diminuée. |
| +6 -5 | 1-3-5+6    | Quinte diminuée, avec tierce (mineure) et sixte (majeure). |
| +4 -3 | 1-3+4+6    | Quarte augmentée, avec tierce (mineure) et sixte (majeure). |
| +2 | 1+2+4+6    | Seconde augmentée, avec quarte augmentée et sixte (majeure). |
| Chiffrages divers |            | |
| 4 | 1 4 5      | Accord « sus », où la quarte est jouée en lieu de la tierce. Il est normalement résolu par un mouvement 4→3. |
| 5 2 | 1 2 5      | Retard de la basse, qui va normalement baisser d'un degré pour un accord de sixte (). |
| Sixte augmentée (sur un sixième degré de mode mineur). La basse va baisser d'un degré et la sixte monter d'un demi-ton, pour finir sur un accord du cinquième degré. |            | |
| ♯6 | 1+3 ♯6     | Sixte augmentée « italienne », avec tierce majeure. |
| ♯6 4 | 1+3+4♯6    | Sixte augmentée « française »; avec tierce majeure et quarte augmentée. |
| ♯6 5 | 1+3 5 ♯6   | Sixte augmentée « allemande »; avec tierce majeure et quinte juste (enharmonique d'un accord ). |

### Réalisation de l'accord

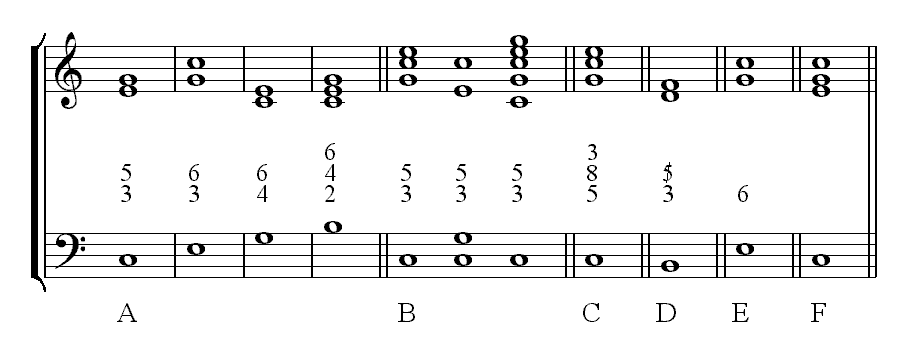
Notation du chiffrage

Ordinairement, en cas de pluralité de chiffres, ceux-ci sont disposés de manière ascendante et par ordre croissant : « 2, 3, 4, 5, etc. » (exemple A). La réalisation de l'accord au-dessus de la note de basse est alors laissée au libre choix de l'exécutant, lequel peut doubler la note qu'il veut, opter pour la position serrée ou large, redoubler éventuellement certains intervalles, etc. (exemple B).
Si les chiffres ne se suivent pas dans l'ordre croissant, c'est que l'accord réclame une disposition spéciale, voulue, soit par le compositeur lui-même (exemple C), soit par les propres règles de réalisation de ce type d'accord.
Certains accords de cinq notes en effet, exigent une disposition spéciale ; dans ce cas, l'ordre ascendant des chiffres représente cette disposition.
Dans les réalisations classiques à quatre voix, et compte tenu des contraintes d'harmonie tonale sur les intervalles entre voix, il n'y a réellement que six réalisations possibles pour par exemple un accord en position fondamentale qui double sa basse (que l'on peut noter 1-3-5-8) :
- L'octave de la basse peut être au soprano, en position fermée (1-3-5-8) ou ouverte (1-5-3-8) ;
- Le soprano peut avoir la tierce, en position fermée (1-5-8-3) ou ouverte (1-8-5-3) ;
- Le soprano peut avoir la quinte, en position fermée (1-8-3-5) ou ouverte (1-3-8-5).

## Symboles annexes du chiffrage
- Une altération accidentelle devant un chiffre affecte la note représentée par ce chiffre (exemple A). Une altération accidentelle non suivie d'un chiffre affecte la tierce de la basse, qui est alors sous-entendue (exemple B).

Certains chiffrages spéciaux ne comportent aucune altération accidentelle : il s'agit essentiellement des accords de quatre et cinq notes placés sur la dominante. Dans ce cas en effet, le chiffrage, suffisamment précis par lui-même — il indique et le chiffre et le qualificatif de chaque intervalle de l'accord à réaliser —, rend toute altération superflue.
- Une petite croix (+) représente la sensible ; on place celle-ci devant le chiffre de l'intervalle correspondant à cette sensible. Notons qu'on utilise ce signe exclusivement dans les accords de septième et neuvième de dominante (exemple C).
- Une ligne horizontale après un chiffre indique la prolongation d'une ou plusieurs notes de l'accord, sans interdire d'éventuels changements de position (exemple D).
- Une ligne horizontale avant un chiffre est employée exceptionnellement pour le chiffrage du retard de la basse.
- Un zéro indique une absence d'harmonie (exemple E).

L'accord de septième de dominante est le seul noté 7+. En Do (majeur ou mineur), cet accord mettra le Sol à la basse, et sera formé avec le Si (tierce), le Ré (quinte) et le Fa (septième). Le + non suivi d'un chiffre désigne donc la tierce de l'accord, ici le Si, qui est la sensible du ton Do (majeur ou mineur).
Une raison pour souligner la tierce est que l'accord de septième de dominante comporte toujours une tierce majeure ; et si la tonalité aurait voulu une tierce mineure, cette tierce doit être rendue majeure par un bécarre ou un dièse, ce qui est rappelé par un +. Ce n'est cependant pas l'unique raison : dans une tonalité de Do, un chiffrage de 7 sur une basse de Sol suffit à marquer un accord de septième de dominante.
L'autre raison  est que l'accord de septième de dominante impose toujours harmoniquement une résolution sur l'accord de tonique. Quand il apparaît dans une harmonie, la tonalité attendue ensuite est celle dont la note marquée + est la sensible, quel que soit le degré de la gamme sur lequel il apparaît. En Do, cette sensible Si forme un intervalle de triton avec la septième Fa. En harmonie, ces deux notes sont à mouvement obligé, le Si se résolvant sur le Do, et le Fa sur le Mi. C'est une autre raison pour laquelle ces deux notes sont notées dans le chiffrage de l'accord, parce que les deux sont importantes pour la définition de l'accord, et à mouvement obligé. De plus, on peut remarquer que le + correspond ici à un mouvement obligé de la tierce, qui monte d'un demi-ton dans la résolution.
De ce fait, si en Do majeur un accord de 7+ apparaît sur une basse de Mi, le + marque le Sol, qui doit alors être dièse et sensible d'un ton en La ; et sa résolution attendue sera toujours un accord de La (majeur ou mineur), imposant si nécessaire un changement de tonalité. L'accord de 7+ sur un Mi conduit à une tonalité de La, dont la dominante est Mi : c'est un accord de septième de la future dominante.

## Analyse harmonique

### Écriture en ligne
L'écriture d'un chiffrage se présente verticalement dans une portée, et par rapport à une basse notée, mais dans des commentaires écrits cette disposition n'est pas commode, et la basse n'est plus implicite. On peut noter en ligne un accord chiffré par la convention suivante:
- Les chiffres et leurs altérations éventuelles sont transcrits de haut en bas.
- Si cette transcription peut prêter à confusion, la séparation entre deux lignes est marquée par une barre oblique "/".

Un accord de septième de dominante peut ainsi se noter 7/+, la barre oblique évitant une confusion éventuelle avec l'accord de septième.

### Chiffrage des degrés

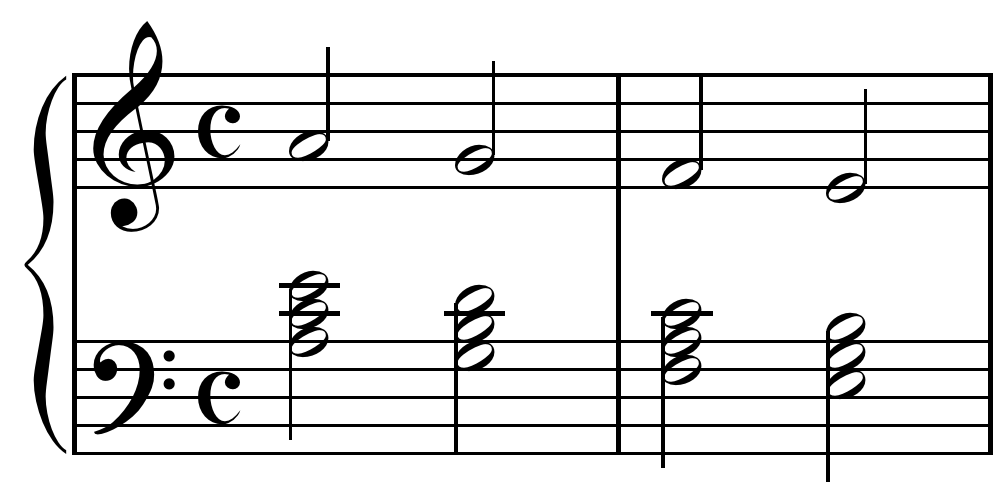
Succession d'accords dans la gamme de Do majeur : degrés vi (la mineur), v (Sol majeur), iv (Fa majeur) et iii (mi mineur).

En harmonie tonale, le chiffrage sert à décrire et analyser les accords dans leur contexte tonal.
Il convient de noter cependant, que si cette ingénieuse sténographie permet à coup sûr d'identifier la structure d'un accord, elle est en revanche incapable de faire apparaître sa fonction : par exemple les accords de trois sons situés sur les degrés I et V, sont chiffrés de la même façon alors qu'ils ont des fonctions différentes — respectivement tonique et dominante.
C'est pourquoi on ajoute habituellement (en France) les chiffres romains, représentant les fondamentales, au-dessous du chiffrage d'accord en chiffres arabes : c'est le chiffrage des degrés.
Les signes conventionnels placés au-dessus ou au-dessous de la partie analysée sont :
- les chiffres romains pour le degré[5] de l'accord, indépendamment de sa position ;
- les chiffres arabes pour la composition et le renversement des accords.

Les degrés (utilisés en analyse mais non pour la basse chiffrée) permettent de noter la fonction de l'accord par rapport au degré de sa fondamentale, dans la tonalité active. Ils sont décrits en utilisant les chiffres romains.
Un accord prend sa place dans un passage musical donné, relevant d'une gamme déterminée (majeure ou mineure).
Les degrés de la gamme musicale dans laquelle se place un accord dans un passage donné, relevant d'une gamme majeure ou mineure, sont les degrés de référence : le premier degré (Do en do majeur, La en la mineur) est noté i, celui de la tonique, le second degré de la gamme est noté ii (peu utilisé), le troisième iii (mi en Do majeur), le quatrième iv (Fa, sous-dominante en Do majeur), et ainsi de suite.
Le degré de la fondamentale traduit la fonction de l'accord dans la tonalité correspondante.
Les principaux degrés en harmonie classique sont ceux de la tonique (i), de la sous-dominante (iv) et de la dominante (v), que ce soit en majeur ou en mineur.
Les éventuels degrés altérés (rares en harmonie classique) sont décrits en ajoutant les altérations usuelles.
Les degrés permettent de discuter d'enchaînements d'accords, indépendamment de la tonalité dans laquelle ils sont réalisés.
Ainsi, une cadence classique correspondra à l'enchaînement d'un accord de cinquième degré (dominante) suivi du premier degré (tonique), et pourra être noté V→I, quelle que soit la tonalité utilisée. La cadence andalouse, qui enchaîne Lam-Sol-Fa-Mi(7) en mode mineur, fait de même se succéder les degrés i→vii→vi→v de la gamme harmonique mineure (l'accord de cinquième degré étant alors majeur dans une gamme mineure).
Ces différents enchaînements d'accord peuvent être réalisés et sont reconnus comme équivalents quelle que soit la tonalité dans laquelle ils seront exécutés (Do majeur, La majeur, Mi mineur...) même si certains enchaînements sont dépendants du mode pour leur fonctionnement (comme la cadence andalouse).

### Autres chiffrage des fonctions
Certains auteurs — Jacques Chailley, entre autres — préconisent l'usage d'un autre mode de chiffrage, capable d'indiquer à la fois la structure et la fonction des accords, et donc, pouvant être utilisé comme moyen d'analyse harmonique : le « chiffrage de fonction ». Dans ce nouveau mode de chiffrage, chaque accord est représenté par un chiffre romain surmonté de points, et suivi d'un chiffre. Le chiffre romain représente le degré de la fondamentale de l'accord, le chiffre symbolise la famille de cet accord — pas de chiffre, pour un accord de trois sons, « 7 », pour un accord de quatre sons, etc. —, les points enfin, indiquent l'état de l'accord en question — pas de point pour l'état fondamental, un point pour le premier renversement, deux pour le second, etc.
Un autre système, introduit par Hugo Riemann en 1893 et généralement répandu en Allemagne donne la priorité à la désignation de la fonction, le chiffrage restant le même tout au long des renversements, la note de basse étant désignée par le numéro de la note assigné à cette basse. La désignation des fonctions se fait par un système élaboré fondé sur des fonctions de base et des modificateurs de ces fonctions, ainsi qu'un langage particulier de signes décrivant l'évolution d'une progression harmonique.
Cependant le système chiffré(s) (accord) / chiffre romain (degré) reste le plus communément utilisé en France, malgré la limite représentée par la confusion du degré et de la fonction : ainsi l'accord de quarte-et-sixte cadentiel, qui se chiffre {\displaystyle {\begin{smallmatrix}6\\4\\I\end{smallmatrix}}}, mais qui, fonctionnellement, appartient à la dominante, est souvent chiffré {\displaystyle {\begin{smallmatrix}6\\4\\V\end{smallmatrix}}} par des analystes. Pour remédier à ce problème, Claude Abromont propose, en synthétisant le chiffrage français et l'écriture issue de la théorie des fonctions de Hugo Riemann, de noter différemment le degré (chiffre romain) et fonction (lettre). (Dans le cas de la quarte-et-sixte : {\displaystyle {\underset {\text{D}}{\textstyle {I~64}}}}.)